# سيرجي ستروكوف
سيرجي ستروكوف (بالروسية: Струков, Сергей Станиславович)‏ (17 سبتمبر 1982 بفولغوغراد في روسيا - ) هو لاعب كرة قدم روسي في مركز الهجوم. لعب مع نادي آكتوبه ونادي إيرتيش بافلودار ونادي توبول ونادي روتور فولغوغراد ونادي كايرات وFC Metallurg Lipetsk ‏ وFC Kaisar ‏ وأفانجارد كورسك.

## وصلات خارجية
- سيرجي ستروكوف على موقع الاتحاد الأوربي (الإنجليزية)
- سيرجي ستروكوف على موقع قاعدة بيانات كرة القدم.إي يو (الإنجليزية)
- سيرجي ستروكوف على موقع Soccerway.com (الإنجليزية)
- سيرجي ستروكوف على موقع عالم كرة القدم.نت (الإنجليزية)